# Sigelind von Platen
Sigelind (Sieglind Henriette Ottilie Leontine Barbara Maria) von Platen (* 1. Dezember 1914 in Ludwigslust; † 26. Juni 1945 in Perleberg) war eine deutsche Schriftstellerin religiöser Literatur. Sie war eine Tochter der Schriftstellerin Leontine von Winterfeld-Platen und deren Ehemann, dem Gutsbesitzer zu Neu-Pinnow in der Westprignitz, Major a. D. Botho von Platen (* 1879; † 1953).

## Leben
Sigelind von Platen wurde nach dem Schauspiel Sigelind ihrer Mutter Leontine von Winterfeld-Platen benannt, das im Februar 1914 im Stadttheater zu Bromberg uraufgeführt worden war. Sie lebte ab 1920 mit ihrer Familie auf einem Landsitz in Krüden in der Altmark und besuchte die Schule in Seehausen (Altmark). Ab 1925 lebten sie in Neu-Pinnow (heute Ortsteil von Karstädt (Prignitz)); Sigelind von Platen wurde zunächst von einer Hauslehrerin unterrichtet und besuchte später die höhere Schule in Heiligengrabe und Schwerin. Sigelind hatte noch zwei Geschwister, Ruth (* 1920; † 1942), und Christoph (* 1922; † 1943).
Einige Jahre unterstützte sie die Mutter beim Führen der Wirtschaft, lernte Stenographie und Schreibmaschine und wurde schließlich Sekretärin und Buchhalterin in den Hermann-Lietz-Schulen in Bieberstein, Hohenwerda und Gebesee.
1938 veröffentlichte sie zwei religiöse Erzählungen unter dem Titel Dennoch – nicht vergebens gelebt. 1939 veröffentlichte sie ihren Roman Das Lied der Erde, der im Verlag Brockhoff in Baden-Baden gedruckt wurde und 1948 im Verlag Fehrholz erneut aufgelegt wurde. Daneben verfasste sie Artikel für die Wandsbeker Hefte und das Blatt Frau und Mutter unter der Schriftleitung von Frieda Ufer-Held.
Die Autorin verstarb im Juni 1945 im Krankenhaus Perleberg an den Folgen des Beschusses durch einen amerikanischen Tiefflieger in den letzten Kriegswochen 1945.

## Werke
- Dennoch – nicht vergebens gelebt. Verlagsbuchhandlung „Bethel“, Hamburg-Wandsbek 1938. (Zwei Erzählungen: 1. (siehe Titel), S. 7–34, 2. Warum verfolgst du mich ?, S. 35–63)
- Das Lied der Erde. Verlag E. Brockhoff, Nachf. Wilhelm Fehrholz, Baden-Baden 1939; Neuauflage: Verlag Fehrholz, Baden-Baden 1948.

## Genealogie
- Gothaisches Genealogisches Taschenbuch der Adeligen Häuser. Teil A (Uradel) 1940. Zugleich Adelsmatrikel der Deutschen Adelsgenossenschaft, 39. Jg. Gotha 1939, S. 516.
- Hans Friedrich von Ehrenkrook, Jürgen Thiedicke von Flotow et al: Genealogisches Handbuch der Adeligen Häuser. A (Uradel) 1953, Band I, Band 5 der Gesamtreihe GHdA, Hrsg. Deutsches Adelsarchiv, C. A. Starke Verlag, Glücksburg/Ostsee 1953, S. 219 f.